# Sport José Gálvez
Sport José Gálvez es un club de fútbol peruano de la ciudad de Lima, distrito de La Victoria. Fue fundado en 1907 y participó en Liga Peruana de Football desde 1915 hasta 1921. El club ganó el torneo en 1915 y 1916. En 1926, Sport José Gálvez jugó en la Primera División del Perú pero fue relegado al final de la temporada. Debido al estilo peculiar de su camiseta, el club ganó el apodo de milrayitas victoriano.

## Historia
El club José Gálvez fue fundado el 2 de mayo de 1907 por trabajadores de la fábrica textil "La Victoria". Su primer presidente fue Pedro Rivas.
En 1912 participó en la fundación de la Liga Peruana de Football, aunque se retiró antes del inicio del torneo y no participó de la primera edición del campeonato. Dos años posteriores, se reincorpora y logra el ascenso en 1914. El club ganó la Copa Dewar -trofeo otorgado al vencedor de la Liga- en 1915 y 1916. En la campaña de 1915 el José Gálvez, golea por 4 - 1 al  Atlético Peruano y logrando su primer título de la liga. En el torneo de 1916, en la recta final se enfrenta en el duelo de campeones contra Jorge Chávez Nr. 1. El resultado fue 1 - 0 a favor del Sport José Gálvez , logrando el bicampeonato.
En años posteriores era habitual partícipe y animador en los diversos torneos que se organizaban. El club logró participar en la primera edición de los campeonatos organizados por la Federación Peruana de Fútbol en 1926, en esta edición el club quedó en último lugar y descendió, no volviendo a participar en la primera división.
En 1967 dejó de participar de la Tercera División de la Liga de Lima. Desde 1968 a la fecha, el Sport José Gálvez, opera como un club social. Realizando diversos tipos de actividades.

## Sede
El club aún se mantiene con actividad social en su local ubicado en la Avenida José Gálvez 253 en el distrito de La Victoria, Lima.

## Presidente Vitalicio
- José Gálvez Barrenechea (Poeta y nieto del héroe del 2 de Mayo).

## Presidentes Horonarios
- Flavio Gibolini
- Óscar Matos

## Jugadores
- Ildefonso Arroyo
- Pero Villena
- Luis Guajardo
- Artístides Ormaza
- Carlos de La Fuente
- Manuel Zegarra
- Guillermo Noé
- Guillermo Ibáñez
- Fortunato Guajardo
- Demetrio Cervetto
- Ricardo Romero
- José Montellanos
- Alberto Montellanos
- Jorge Koochoi Sarmiento
- Gerardo Gamonal La Rosa (arquero)

## Uniforme
- Uniforme titular: Camiseta blanca con rayas delgadas rojas, pantalón blanco, medias rojas.

#### Evolución Indumentaria
| Titular 1 | Titular 2 | Titular 3 | Titular 4 | Titular 5 | Titular 6 | Titular 7 |  |

## Palmarés

### Torneos nacionales
| Competición                   | Títulos     | Subcampeonatos |
| ----------------------------- | ----------- | -------------- |
| Primera División del Perú (2) | 1915, 1916. |                |

## Nota de clubes no relacionados
- Un año después de fundado el club, en el distrito de Cercado de Lima, se forma el club José Gálvez. Es un equipo fundado por alumnos del colegio Dos de Mayo del Cercado de Lima.

- Adicionalmente, existió otro equipo también denominado José Gálvez, de la Provincia Constitucional del Callao. Fundado en 1902. Este club chalaco fue formado por alumnos de la Gran Unidad Escolar Dos de Mayo del Callao (comúnmente llamado Dos de Mayo). Posteriormente se afilió a los campeonatos de la Asociación Deportiva Chalaca en los años 20. Participó pocos años hasta su desaparición.

Club José Gálvez del Callao.
| Titular 1 | Titular 2 | Alterno |  |

## Enlaces
- Tesis Difusión del Fútbol en Lima
- Facebook Sport José Gálvez
- De Chalaca: El génesis
- El Bicampeón Victoriano

- Datos: Q5842656